# Mayim Bialik
Mayim Bialik (San Diego, Californië, 12 december 1975) is een Amerikaans actrice. Ze is een afstammeling van de joodse dichter en schrijver Chajiem Nachman Bialik.

## Biografie
Bialik werd geboren in San Diego, haar ouders zijn beiden actief in het onderwijs. Haar grootouders emigreerden tijdens de Tweede Wereldoorlog van Oost-Europa naar de Verenigde Staten.
Ze studeerde aan de Universiteit van Californië en behaalde een PhD (doctoraat) in de neurowetenschappen. In 2008 promoveerde ze met een proefschrift over het syndroom van Prader-Willi. Verder studeerde ze Hebreeuws en judaïstiek.

## Carrière
Bialik startte haar acteercarrière in de jaren tachtig. Ze had gastrollen in onder meer de televisieseries Beauty and the Beast, MacGyver, Doogie Howser en Webster en ze was te zien in de films Pumpkinhead en Beaches.
Nadat de pilotaflevering in 1990 gefilmd werd, speelde ze vanaf 1991 de rol van Blossom Russo, het hoofdpersonage uit de sitcom Blossom. De serie duurde 114 afleveringen en vijf seizoenen. Nadat de serie in 1995 was afgelopen ging ze studeren en kwam haar acteercarrière op een laag pitje te staan. Bialik had gastrollen in onder meer 7th Heaven, Bones en was in 2005 en 2007 te zien in Curb Your Enthusiasm.
Vanaf 2010 speelt ze de rol van Amy Farrah Fowler in de televisieserie The Big Bang Theory. Haar personage verscheen in de laatste aflevering van het derde seizoen en werd een hoofdpersonage in het vierde seizoen. Het personage Amy Farrah Fowler is, evenals de actrice zelf, een doctor in de neurowetenschappen.
In 2011 was ze te zien in de film The Chicago 8 van regisseur Pinchas Perry.

## Persoonlijk
In 2003 huwde Bialik met Mike Stone. Het echtpaar ontmoette elkaar op de universiteit en heeft twee zonen. In 2012 werd het huwelijk beëindigd.